# SONACA
 (mai 2017).
Si vous disposez d'ouvrages ou d'articles de référence ou si vous connaissez des sites web de qualité traitant du thème abordé ici, merci de compléter l'article en donnant les références utiles à sa vérifiabilité et en les liant à la section « Notes et références ».
Sonaca Group est une société belge active dans les domaines de construction aéronautique et aérospatiale. Elle possède des filiales aux États-Unis, au Canada, au Mexique, au Brésil et en Roumanie. En 2018, les revenus opérationnels du Groupe Sonaca s'élèvent à 900 millions de dollars et le groupe emploie 4 630 personnes. L'entreprise appartient à 92,604 % à la SRIW S.A. (Société Régionale d'Investissement de Wallonie), à 7,393 % à la SFPI S.A. (Société Fédérale de Participations et d'Investissement) et à 0,003 % à la SABCA S.A.
Les activités principales du Groupe Sonaca sont la conception et la construction des parties mobiles des ailes (lattes et volets) ainsi que des pièces structurelles complexes, pour avions civils et militaires.  Entre-temps, le Groupe Sonaca a continuellement développé des activités de conception et de construction dans le domaine des structures spatiales.

## Histoire

### SEGA
La société Sonaca est l’héritière de la société belge « Avions Fairey », mais avant cela de la SEGA, Société Générale d'Entreprises Aéronautiques. SEGA est créée le 25 juin 1920 devant le notaire Maillard par un groupe de notables locaux : MM. Fernand Loescher, Victor Dupuis, Alphonse et Désiré Jaumin, André Gobbe, Marius Loiselet et Arille Carlier.
La première activité développée par SEGA est l'école de pilotage lancée par le Commandant Fernand Jacquet, as aux sept victoires et figure marquante de l'aéronautique militaire dont il démissionne en janvier 1921. En juillet 1921, Jacquet obtient un important contrat pour la formation de pilotes militaires, qui sera pendant près de dix ans la seule véritable activité de SEGA, qui rachète progressivement l'ensemble des terres constituant l'embryon de ce qui est aujourd'hui l'aérodrome de Gosselies. Dans le courant des années 1920, SEGA effectue des réparations, produit sous licence 5 AVIA BH-21 et même les prototypes du HB-1 sur base des plans d'Henri Bulté.     

### Avions Fairey
En 1931, lorsque la Belgique achète 43 Fairey Firefly IIM (en), le contrat stipule qu’une partie des appareils (33) doit être fabriquée en Belgique. Devant le refus de SABCA de produire ces avions sous licence, Fairey UK (Hayes) décide de créer une filiale sous la direction d'Ernest-Oscar Tips, la Société Belge des Avions Fairey, en mettant à profit l'aérodrome, les installations et le personnel qualifié de SEGA. Durant les 8 premières années d'activité, la société produit 250 avions.
La société Avions Fairey produit par la suite des Fairey Fox, un bombardier léger dérivé du Firefly. La gamme d'avions légers (avion de plaisance) Tipsy est développée et construite aux usines Fairey sous l’impulsion de E.O.Tips. Un autre développement des usines Fairey est le « Fantôme », une version améliorée du Firefly. Bien que ce biplan fût reconnu pour l'élégance de ses lignes mais dépassé d'un point de vue technologique, il ne connut pas de succès commercial. 
Afin de réarmer d'urgence l'aéronautique militaire à l'aube de la Seconde Guerre mondiale, parallèlement à la commande de Hawker Hurricane MK1 de fabrication anglaise, une commande de 80 avions à fabriquer en Belgique est passée. Seuls deux avions purent encore être livrés avant que le conflit n'éclate. Dès l'aube du 10 mai 1940, l’usine fut sérieusement endommagée par un bombardement allemand. SEGA est inactif jusqu’en 1946, année où l'activité de maintenance des avions de la Force Aérienne Belge et de quelques avions de l’administration de l’aviation civile a repris.
À partir de 1950, l’usine commença à produire des Meteor-F8 pour les forces aériennes belges et hollandaises. Elle produit ensuite, de 1953 à 1958, les fuselages des Hawker Hunter de ces mêmes forces aériennes. En 1957, elle fabrique le Tipsy Nipper (en), monomoteur monoplace bon marché et équipé d’un moteur VW de 25 ch. De 1957 à 1963, SEGA effectue la maintenance de F-84F de la Force aérienne belge.
Lorsque six pays européens font le choix de s’équiper de F-104G, « Avions Fairey » et SABCA, comme beaucoup d’autres entreprises en Europe, s’associent pour en effectuer la production. Les F-104G belges furent produits entre janvier 1962 et juin 1965. Entre 1964 et 1971, « Avions Fairey » réalisa également certains travaux de maintenance des F-104G de la Luftwaffe.
À partir de mai 1960, sur base des instructions du gouvernement britannique souhaitant rationaliser son industrie aéronautique, Fairey UK  s'était complètement dégagée du secteur en revendant ses activités aéronautiques en propre à Westland. En 1968, SEGA est incorporé dans le capital de Fairey S.A. En 1972, la société anglaise « Fairey Aviation » rachète la société Britten-Norman, en virtuelle faillite malgré son intéressant bimoteur rustique BN-2 Islander. L'idée est d'en relancer les ventes et la production à l'usine de Gosselies, manquant cruellement alors de plan de charge. Dans un premier temps, les Islander fabriqués alors en Roumanie sont parachevés à Gosselies, où ils ont ensuite entièrement produits, y compris le développement Trislander. L’armée belge acquiert 12 Islanders en 1976.

### Sonaca
La filiale UK connait des difficultés financières qui mènent à sa liquidation le 11 octobre 1977 - et qui se propagent à sa filiale belge. Or, la Belgique avait choisi le F-16 comme avion multi-rôle, et son industrie était déjà bien engagée dans un partenariat multinational (NL, BE, DK, NO) pour la production du F-16 en Europe (le «contrat du siècle»). Le gouvernement belge décide de racheter l’entreprise pour assurer la pérennité de sa participation au contrat. C’est ainsi que « Avions Fairey », dont l'activité n'avait jamais été interrompue après sa demande de concordat le 30 septembre 1977, les reprit officiellement sous le nom de Sonaca - acronyme de Société Nationale de Construction Aérospatiale - à partir du 1er juin 1978. Dans ce grand contrat, Sonaca fabrique le fuselage arrière et assemble les F16.

### Sonaca Group
À partir des années 2000, Sonaca a commencé son expansion en tant que Sonaca Group. 
Dans les années 2000, Sonaca ouvre une filiale près d'Embraer appelée Sobraer au Brésil. Elle se situe à São José dos Campos et fabrique essentiellement des pièces de fuselage. À partir de 2004, ce sont deux usines de plus qui s'engagent dans l'approvisionnement de petites parties d'avions, PESOLA et SOPECAERO. Toutes les filiales brésiliennes sont actuellement en train de fusionner au sein de Sonaca Brasil. 
En 2007, la filiale canadienne de Sonaca bénéficie du soutien du gouvernement de Montréal pour investir 17 millions de dollars dans l'agrandissement de son usine de fabrication et d'assemblage d'ailes d'avion. En décembre 2017, la filiale canadienne de Sonaca rachète pour 7,5 millions de dollars une machine géante à contrôle numérique qui permet de fabriquer des pièces géantes à très grande vitesse.
En 2010, Sonaca acquiert une filiale en Chine, Sinelson. Plus tard, en 2016, elle en obtiendra une autre Roumanie, Sonaca Transilvania. 
Le 16 septembre 2015, Sonaca a créé une nouvelle filiale, Sonaca Aircraft dans le but de développer un nouvel avion biplace de formation et de loisirs. Le 19 juin 2017, Sonaca procède au premier vol d'essai du Sonaca 200, un prototype d'avion biplace d'écolage dont la mise en production est prévue à l'automne. Il s'agit du premier avion de fabrication belge depuis le Tipsy Nipper produit entre 1957 et 1961. Sonaca Aircraft présentera la version définitive du Sonaca 200 en avril 2018 lors du salon aéronautique de Friedrichshafen. Un an plus tard, l'entreprise présentera le Sonaca 200 Trainer pro à ce même salon.  Son site d'assemblage est en bordure de l'aérodrome de Namur à Temploux. Sa production s'arrête a 57 exemplaires le 23 mai 2022.
En 2017, Sonaca rachète LMI Aerospace pour 405,5 millions d'euros. LMI Aerospace regroupe 2 856 personnes sur trois pays: États-Unis, Mexique et Sri-Lanka. L’entreprise bien qu’intégrée continuera à s’appeler LMI Aerospace. De plus, elle conservera son siège social dans le Missouri.

## Production

### Militaire
Entre 1979 et 1991, Sonaca a assemblé 160 F-16 pour la Belgique et 60 pour le Danemark dans le cadre du Marché du siècle signé en 1975.
Dans le cadre du programme F-16, Sonaca est un fournisseur de Lockheed Martin (qui a racheté la division aéronautique de General Dynamics) pour les dernières versions du F-16. Au total 1 389 fuselages arrière (Aft Fuselage) ont été livrés, et 222 structures complètes (Airframe) ont été intégrées.
Dans le domaine militaire Sonaca, participe aux projets suivants :
- A400M développement et production[13]
  - Bords d´attaque des ailes et leur système anti-givrage associé
  - Portes du train d´atterrissage principal
  - Structures jonctions aux nacelles moteurs.
- B-Hunter: variante belge de l'avion sans pilote (UAV) Hunter développée avec IAI à partir de 1998, et en service dans l’armée belge.

### Civil
Dans le domaine civil, Sonaca participe notamment aux projets suivants:
- Airbus[14]
  - Ensemble des bords d’attaque mobiles et leurs rails, pour tous les Airbus à partir de l'A310 et jusqu'au dernier-né A350, ont été développés et produits en source unique par SONACA.
  - Airbus A380 : en plus, structure de fuselage "Nose Upper Shell"
- Embraer[14]
  - ERJ 135/140/145 et Legacy
    - Tronçons complets de fuselage central et arrière
    - Pylônes de fixation des moteurs
    - Bords d´attaque fixes de voilure et système anti-givrage associé (développement, certification et production).

  - Embraer 170/190 E1 et E2 jet
    - Bords d´attaque mobiles de voilure, leurs actuateurs et système anti-givrage
    - Ensemble des panneaux de fuselage central, Keel beam
    - Flaps de bord de fuite

  - Embraer 175/195 E1 et E2 jet
    - E1: Wing slats, wing slats mechanisms
    - E2: Wing slats, wing slat mechanisms, wing flap mechanisms, flap track fairing
- Falcon 7X et Falcon 8X de Dassault Aviation[14]
  - Bords d’attaque de voilure fixes et mobiles
- L'entreprise collabore également avec Boeing sur différents projets[14].

### Spatial
Dans le domaine spatial, son cœur d'activité est le développement et la réalisation de structures de vol, métallique et composites, notamment celles de plates-formes et d'instruments de satellites. Sonaca a participé depuis 30 ans à de nombreux projets, dont : la navette européenne Hermès, Atmospheric Re-entry demonstrator (ARD), GSTP, FESTIP, Crew Rescue Vehicle (CRV-X38), SPOT5, ISS Columbus, Mars Beagle 2, Aladin-Aeolus, Corot, Pléiades, MUSIS, MPCV Tank Bulkhead, instruments MWI et ICI de MetOp SG.

## Sites d'activité
En 2023 :
- Belgique[15]:
  - Sonaca HQ : maison-mère du groupe Sonaca ayant pour activité le développement, la fabrication et l’assemblage de structures avancées pour les marchés civils, militaires et spatiaux.
- Brésil [15]:
  - Sobraer : Assemblage et finition pour Embraer et Airbus
  - Sopeçaero : Fabrication pièces tôlées
  - Pesola : usinage
- Canada[15] :
  - Sonaca Montréal : usinage et formage de panneaux d'ailes
- Roumanie[15] :
  - Sonaca Transilvania implantée à Cluj-Napoca : fabrication de pièces composite et assemblage
- Etats-Unis[15]:
  - Machining: Aluminum small and medium machining parts, hard metal machining
  - Forming: Large and small sheets
  - Composite: Hand-lay-up, thermoplastic
  - Assembly: Manual and automated, electro-mechanical
  - Space
  - Services

- Mexique[15]:
  - Forming: small sheet